# Henri Fernoux
Henri Fernoux, né le 30 mars 1842 dans le 6e arrondissement de Paris et mort le 29 décembre 1907 dans le 3e arrondissement de Paris, est un architecte français parisien qui a essentiellement exercé sur Paris.

## Biographie
Henri Adolphe Augustin Fernoux naît le 30 mars 1842 dans le 6e arrondissement de Paris, du mariage de Joseph Martin Fernoux et de Marie Augustine Henriot. Il épouse Virginie Augustine Jeanne Maucherat, le 3 octobre 1872, dans le 10e arrondissement de Paris.
Il est l'architecte de plus de 300 constructions dans Paris. En 1869, il collabore avec Lehman à la reconstruction, en 1868, du théâtre de Belleville, puis restaure, en 1869, le théâtre de l'Ambigu et édifie la grande salle des fêtes du Grand Cercle du boulevard Montmartre. Il est également l'architecte de réalisations sur la Côte d'Azur.
Dans le cadre de la Commune de Paris, le 13 décembre 1873, il bénéficie d'un non-lieu prononcé par le conseil de guerre no 4.  
En 1874, il est membre de la société des architectes de France puis son président à compter de 1890 ; membre de la commission d'études pour l'organisation régionale des écoles d'architectures ; membre du comité d'admission, classe 18, à l'Exposition universelle de 1900.
Il est architecte expert près le tribunal civil de la Seine.
Il est rédacteur en chef de la revue le Moniteur des beaux-arts et de la construction et publie le petit Manuel pratique de la construction.
Il est également adjoint au maire du 3e arrondissement de Paris. 
Il meurt le 29 décembre 1907 dans cet arrondissement et est inhumé au cimetière du Père-Lachaise,,.

## Distinction
Henri Fernoux est nommé chevalier de l'ordre national de la Légion d'honneur par décret du 22 juillet 1905 par le ministre de l'Instruction publique, des Beaux-arts et des Cultes.

## Hommage
La commune de Merlimont lui rend hommage, comme étant un des premiers propriétaires de la station, en donnant son nom à une voie, la rue Fernoux.